# Nuussuaq
Nuussuaq (o Nûgssuaq o Kraulshavn) è un piccolo villaggio della Groenlandia di 216 abitanti. Si trova su una penisoletta protesa nella Baia di Baffin, a 74°07'N 57°04'O; appartiene al comune di Avannaata.